# Burning Witch
A Burning Witch (Égő boszorkány) egy rövid életű amerikai doom-metal zenekar volt. Tagjai: Stephen O'Malley, Greg Anderson, George Stuart Dahlquist, Edgy 59, Jamie Sykes és B.R.A.D. ("Edgy 59" és "B.R.A.D." valódi nevei ismeretlenek.)
Az együttes 1995-ben alakult meg Seattle-ben. A zenekar a "Thorr's Hammer" zenekar felbomlása után jött létre. Azonban a Burning Witch sem lett valami hosszú életű együttes, 1998-ban ugyanis feloszlottak. O'Malley és Anderson pedig megalapították a kultikus Sunn O))) együttest, amely egészen a mai napig működik. Anderson a Goatsnake nevű doom-metal együttesben is szerepelt már.
Rövid idejű pályafutásuk ellenére piacra dobtak két középlemezt, egy stúdióalbumot és két megosztott lemezt.

## Diszkográfia

### Stúdióalbumok
- Crippled Lucifer (1998, 2000-ben újból kiadták, felújított változatban)

### Egyéb kiadványok
- Towers... (középlemez, 1996)
- Rift.Canyon.Dreams (középlemez, 1997)
- Goatsnake/Burning Witch Split (megosztott lemez, 2000, posztumusz kiadás)

2004-ben még egy split lemezt is piacra dobtak, amelyen az "Asva" nevű zenekarral együtt szerepeltek, ez a lemez posztumusz kiadás volt.